# Stelis salazarii
Stelis salazarii är en orkidéart som beskrevs av Rodolfo Solano Gómez. Stelis salazarii ingår i släktet Stelis och familjen orkidéer. Inga underarter finns listade i Catalogue of Life.